# Kaktovik
Kaktovik is een plaats (city) in de Amerikaanse staat Alaska, en valt bestuurlijk gezien onder North Slope Borough. Het vormt de enige nederzetting op het eiland Barter island, in de noordelijke Beaufortzee.

## Demografie
Bij de volkstelling in 2000 werd het aantal inwoners vastgesteld op 293.
In 2006 is het aantal inwoners door het United States Census Bureau geschat op 260, een daling van 33 (-11.3%).
In 2020 telde de bevolking 283 personen.

## Geografie
Volgens het United States Census Bureau beslaat de plaats een oppervlakte van
2,5 km², waarvan 2,0 km² land en 0,5 km² water.

## Plaatsen in de nabije omgeving
De onderstaande figuur toont nabijgelegen plaatsen in een straal van 236 km rond Kaktovik.